# Marciano Henriques da Silva

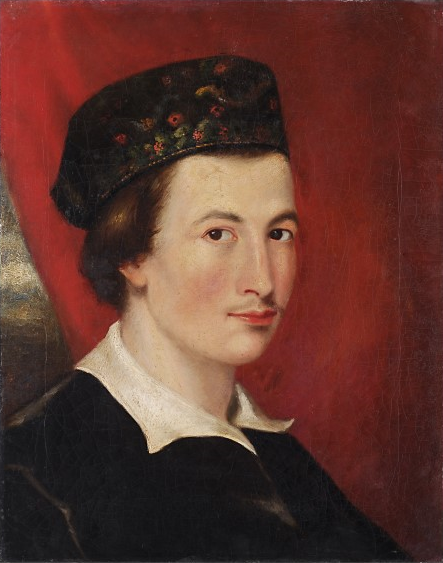
Marciano Henriques da Silva, auto-retrato

Marciano Henriques da Silva (Ponta Delgada, 1831 — Lisboa, 1873) foi um pintor açoriano que ganhou nomeada como retratista do rei D. Luís I de Portugal. Artista romântico cuja carreira conheceu uma rápida ascensão, estagiou em Paris, Roma e Londres e transformou-se numa figura de referência da pintura portuguesa da época, tendo deixado parte substancial da sua obra no Palácio Nacional da Ajuda, onde trabalhou sob a égide de D. Luís I.

## Biografia
Natural da ilha de São Miguel, era filho de um militar que se havia convertido em professor, não tendo meios de fortuna que lhe permitisse responder ao talento do filho. Porém, conseguiu o apoio de um mecenas que lhe pagou a ida para Lisboa, onde frequentou a Academia de Belas Artes. Demonstrando raro talento, notabilizou-se no meio artístico lisboeta, onde facilmente se integrou.

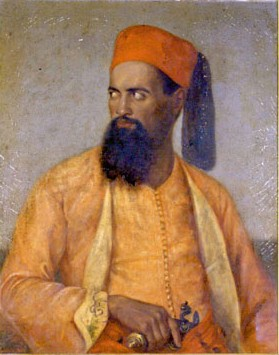
O mouro, uma das obras mais representativas de Marciano Henriques da Silva (colecção do Palácio Nacional da Ajuda).

Quando a sua fama chegou à Corte, foi convidado pelo rei D. Luís I para organizar a colecção de pintura do Palácio Nacional da Ajuda, onde acaba por instalar o seu estúdio. Por esta via consegue os meios que lhe permitem viajar a Paris e Londres, tendo nesta última cidade conhecido a sua esposa. Numa viagem a Roma dedica-se ao aperfeiçoamento dos seus conhecimentos de pintura histórica, que cultiva no estilo típico do Romantismo.
Prematuramente arredado da pintura, por uma doença que o deixa incapacitado, falece aos 41 anos.
Na sua obra contam-se retratos -  Castilho; Bulhão Pato (Museu Carlos Machado); Pinheiro Chagas; O Mouro (Palácio Nacional da Ajuda); Auto-retrato (Museu Carlos Machado); Retrato de Celina [Celina Maria, mulher do pintor ?] (Museu Carlos Machado) -  e composições históricas - O Cardeal-rei recebendo a notícia da morte de Dom Sebastião (Museu do Chiado - Museu Nacional de Arte Contemporânea, Lisboa, pintura que já por 1950 se encontrava muito degradada); Os últimos dias de Tasso (Museu Carlos Machado); A vingança de Viriato; Dª. Filipa de Vilhena; Um beija mão de Inês de Castro (pintura inacabada).
O paradeiro de várias das obras referidas é actualmente desconhecido, o que dificulta a apreciação dos méritos artísticos do pintor. Há ainda a referir a rápida deterioração das suas obras, caso de O Cardeal-rei recebendo a notícia da morte de Dom Sebastião, que é atribuída ao uso do pigmento betume negro, levantando a possibilidade de poder ter sucedido o mesmo a algumas das obras em paradeiro desconhecido.
O Museu Carlos Machado, em Ponta Delgada, dispõe de uma notável colecção de obras de Marciano Henriques da Silva, em parte provenientes do Palácio Nacional da Ajuda.